# عين شمس (محافظة الجموم)
عين شمس قرية سعودية، ومركز في محافظة الجموم بمنطقة مكة المكرمة. تقع في شمال مكة المكرمة بمسافة تقارب (40) كم.و اغلب سكانها من بني لحيان بن هذيل ( هم أول من سكنها ) 

## التاريخ
كانت القرية تُعرف على مدى عدة قرون بوادي الطرفا، وهو الاسم التاريخي المستقى من الرواية الشفاهية والمدون في المخطوطات أبرزها مخطوطة عبدالله بن محمد عبدالشكور المعروفة بتاريخ أشراف وأمراء مكة المكرمة، التي تعود إلى حدود العام 1220هـ. تمتد القرية من الغرب نحو الشرق على هيئة استطالة تبدأ من جبلي أبوزميم وأبو ضباع وتنتهي غربا عند مسيل الحزوم والسهريج.

## الزراعة
استطاع سكان عين شمس قديما تصميم نظم زراعية حضارية مثل إقامة سدود ترابية محصنة على أطراف الأودية الإقليمية للاستفادة من مياه الأودية وتحويلها لري المزارع بشكل أفضل. كما نفذوا قناطر مائية صغيرة للري وقسموا المزارع على هيئة مربعات ومستطيلات لضمان توزيع المياه وضبط ملكية الأرض الزراعية لكل فرد أو مجموعة، مما شجع على نمو النشاط الزراعي وزيادة العمل التنافسي. 

## أعلام من عين شمس
- السكان: هم فخذ الموسة من بطن محرز من لحيان بن هذيل المضري العدناني
- بعض الشخصيات: اللواء مساعد بن منشط اللحياني ، الشيخ مصلح بن صليح اللحياني شيخ فخذ الموسة من لحيان، الشاعر المتواجد بعام ١٢٠٠هـ مصلح بن سالم اللحياني ، وصيف بن سلطان اللحياني وهو حاصل على المركز الاول عالمياً بأحدى المسابقات عن الرياضيات ، بدر بن ستير اللحياني وهو أحدى المؤرخين عن تاريخ عين شمس العريق ، صالح بن غالي اللحياني وله الفضل ببناء أول دار ندوة يجتمع به ابناء عمومته من لحيان بقرية عين شمس ، هاني بن مساعد اللحياني وهو من اشهر الأعلام في بني لحيانوصلات خارجية